# 安田桑次

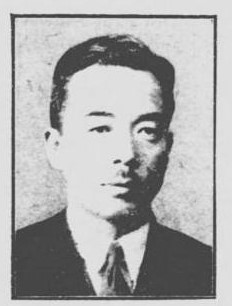
安田桑次

安田 桑次（やすだ くわじ、1897年（明治30年）5月21日 - 1968年（昭和43年）5月31日）は、大正から昭和期の農業経営者、実業家、政治家。衆議院議員、岐阜県安八郡和合村長。

## 経歴
岐阜県安八郡和合村大字津（現大垣市）で生まれる。1917年（大正6年）小野補修農業学校研究科を卒業。1925年（大正14年）家督を相続し、農業を営む。
和合村書記に就任。和合村会議員、同村長、岐阜県会議員、同参事会員、同副議長などを務めた。その他、大政翼賛会岐阜県支部常務委員、同安八郡協力会議長、同翼賛壮年団長、岐阜県翼賛壮年団協力委員などを務めた。
実業界では、岐阜県蛍石鉱業会長、同県鉱業会理事、岐阜県種苗社長、東海農事社長、安田商店社長、共栄百貨店社長などを務めた。
1942年（昭和17年）4月、第21回衆議院議員総選挙で翼賛政治体制協議会の推薦を受け岐阜県第2区から出馬して当選。翼賛政治会政調厚生、商工兼務委員などを務めた。戦後、日本自由党に所属し、衆議院議員に1期在任。その後、公職追放となった。
その他、大垣市農業委員会長、岐阜地方裁判所大垣支部調停委員などにも在任した。

## 国政選挙歴
- 第21回衆議院議員総選挙（岐阜県第2区、1942年4月、推薦）当選[6]
- 第25回衆議院議員総選挙（岐阜県第1区、1952年10月、自由党）落選[8]
- 第26回衆議院議員総選挙（岐阜県第1区、1953年4月、自由党）落選[8]